# 이바르 예베르
이바르 예베르(노르웨이어: Ivar Giaever, 1929년 4월 5일 ~ )는 노르웨이에서 태어난 미국의 물리학자이다. 1973년에 고체에서의 터널 효과를 발견한 공로로 에사키 레오나, 브라이언 데이비드 조지프슨과 함께 노벨 물리학상을 수상했다.

## 생애
1952년에 노르웨이 기술대학교에서 기계 공학 학위를 취득했다. 1954년에는 노르웨이에서 캐나다로 이민을 가서 제너럴 일렉트릭의 캐나다 지사에서 일했다. 2년 뒤에는 미국으로 건너갔고, 1958년부터는 뉴욕주의 제너럴 일렉트릭 연구 개발 센터에서 일했다. 그 때부터 뉴욕주의 니스카유나에서 거주하기 시작했고, 1964년에 미국 시민권을 취득했다. 그 해에 렌셀러 폴리테크닉 대학교에서 박사 학위를 취득했다.
예베르가 노벨 물리학상을 수상하게 된 계기는 제너럴 일렉트릭에서 일하던 중 1960년에 시행했던 실험이었다. 에사키 레오나는 1958년에 반도체 내에서의 전자 터널 현상을 발견했는데, 그는 초전도 상태나 일반 상태의 금속으로 두른 얇은 층의 산화물을 이용한 실험으로 초전도체에서도 터널 현상이 일어나는 것을 발견했다. 그의 실험은 초전도체의 에너지 간격을 발견함으로써 1957년에 초전도체의 BCS 이론이 탄생하는 데 큰 기여를 하였다. 또한 그 실험은 브라이언 데이비드 조지프슨에게 영감을 주었고 1962년에 조지프슨 효과를 발견하는 데 기여하기도 했다. 그리하여 1973년의 노벨 물리학상 중 절반은 에사키 레오나와 그가, 나머지 절반은 브라이언 데이비드 조지프슨이 수여받았다.
이후 예베르의 연구는 생물물리학 분야에 집중되었다. 1969년, 구겐하인 장학금을 통해 케임브리지 대학교에서 생물물리학에 대해 1년간 연구했고 미국으로 돌아와서도 관련 연구를 계속했다. 또한 노벨 물리학상 이외에도 1965년에 올리버 E. 버클리상을, 1974년에는 즈워리킨 상을 수여받았다.
예베르는 렌셀러 폴리테크닉 대학교의 명예교수, 오슬로 대학교의 대표 교수였으며, 응용 생물물리학 과장을 역임하였다.

## 저서
- Giaever, Ivar (1960). “Energy Gap in Superconductors Measured by Electron Tunneling”. 《Physical Review Letters》 5 (4): 147. Bibcode:1960PhRvL...5..147G. doi:10.1103/PhysRevLett.5.147.
- Giaever, Ivar (1960). “Electron Tunneling Between Two Superconductors”. 《Physical Review Letters》 5 (10): 464. Bibcode:1960PhRvL...5..464G. doi:10.1103/PhysRevLett.5.464.
- Giaever, Ivar (1974). “Electron tunneling and superconductivity”. 《Reviews of Modern Physics》 46 (2): 245. Bibcode:1974RvMP...46..245G. doi:10.1103/RevModPhys.46.245.
- Giaever, Ivar (2016). "I Am The Smartest Man I Know": A Nobel Laureate's Difficult Journey, World Scientific. ISBN 978-981-3109-17-9.